# Lewis-und-Clark-Brücke
Die Lewis-und-Clark-Brücke (vor der endgültigen Namensgebung als East End Bridge bekannt) ist eine Schrägseilbrücke der Autobahn I-265 in den USA. Sie überquert den Ohio River nordöstlich von Louisville zwischen Kentucky und Indiana.
Die Planungen für das Projekt begannen 1985, eröffnet wurde die Brücke jedoch erst am 18. Dezember 2016. Die Baukosten betrugen 1,1 Mrd. USD.
Die Brücke ist mautfinanziert. Sie wurde von einem Konsortium aus VINCI Highway, Walsh Infrastructure und Bilfinger Project Investments gebaut.